# Płyta panamska

Płyta karaibska zaznaczona na różowo

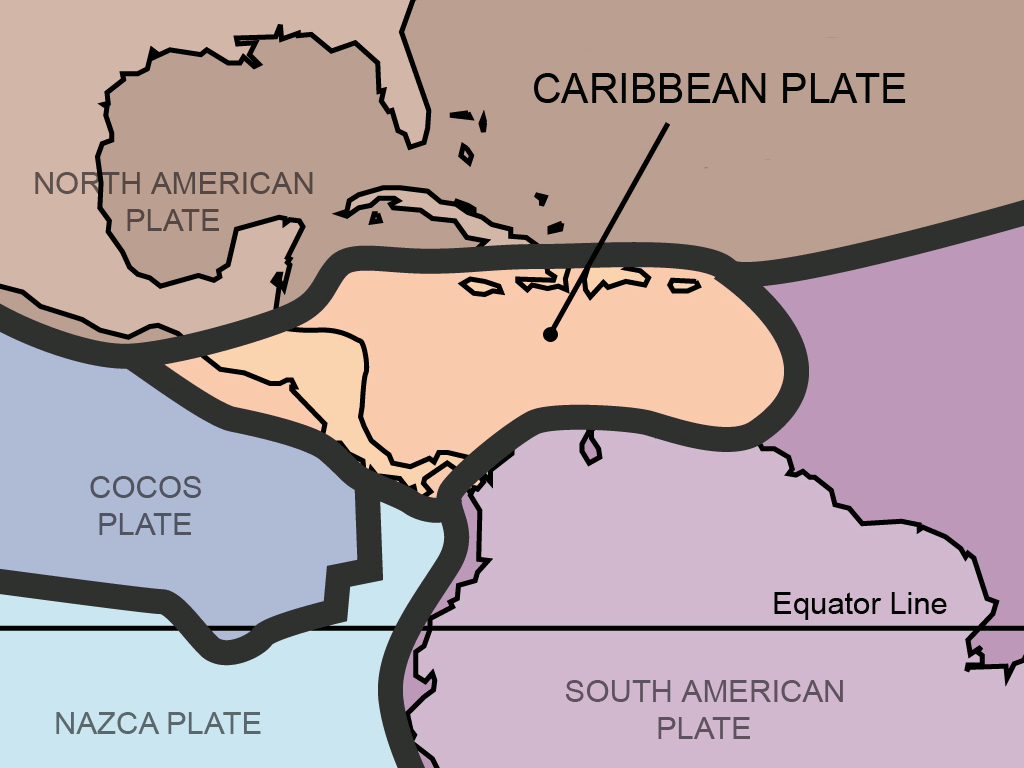
Płyta karaibska według Tectonic plates of the world

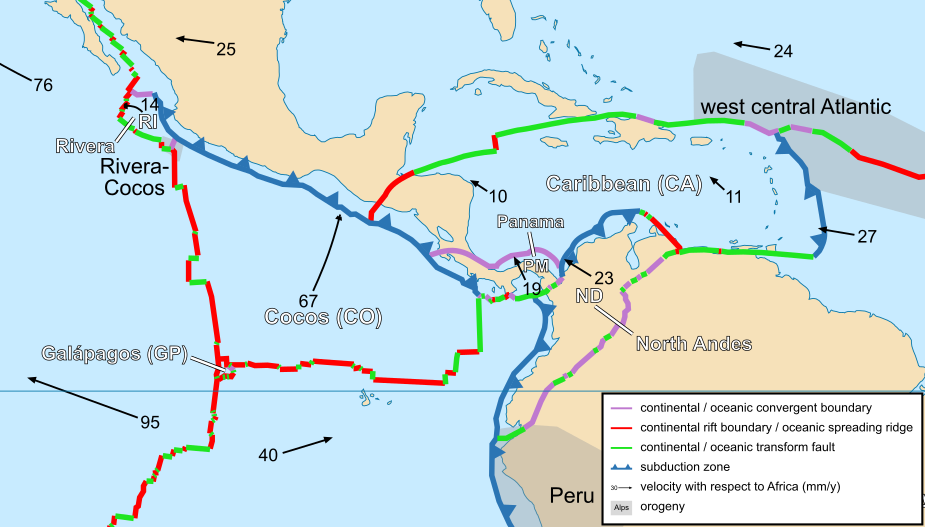
Płyta kokosowa, panamska i karaibska

Płyta panamska (ang. Panama Plate) – niewielka płyta tektoniczna (mikropłyta), położona między płytą karaibską na północy, a płytami kokosową, Nazca i południowoamerykańską na południu.